# Nitocrella stammeri
Nitocrella stammeri is een eenoogkreeftjessoort uit de familie van de Ameiridae. De wetenschappelijke naam van de soort is voor het eerst geldig gepubliceerd in 1938 door Chappuis.